# Британський добровольчий корпус
Британський добровольчий корпус (нім. Britisches Freikorps) — військове формування Вермахту, надалі військ СС, сформоване з громадян Великої Британії та її домініонів за часів Другої світової війни. Є прикладом британського колабораціонізму в роки Другої світової війни. Попри нечисленність це формування представляло для німців величезну пропагандистську цінність. Не випадково для англійців були вибрані всі потрібні знаки: на комірі вони носили нашивку з зображенням трьох левів, на рукаві національний прапор, а нижче нарукавну пов'язку з назвою частини. Лише одиниці записувалися в корпус за переконаннями. В результаті — бійки, пияцтво, крадіжки тощо були звичним явищем. Через це бійців повертали назад в табори.

## Історія
На початку 1941 року в рядах Вермахту проходило службу 10 британців, але до 1943 року спроби сформувати англійський легіон СС не проводилось. Ініціатива прийшла від Джона Амері — сина колишнього міністра Британії в справах Індії. Амері був антикомуністом, брав участь у громадянській війні в Іспанії на боці генерала Франко. Спочатку Амері створив антибільшовицьку лігу з жителів Європи. ЇЇ основним завданням стало створити своє повноцінне збройне формування для подальшої відправки на Східний фронт. У квітні 1943 року Джону Амері дають дозвіл на відвідування таборів, де тримали англійських військовополонених для їх вербування. Справа отримала кодову назву «Особливе з'єднання 999».
Влітку 1943 року особливе з'єднання передають під контроль департаменту D-1 XA CC (воно займалося питаннями добровольців з Європи). Восени 1943 року добровольці замінили свою форму на форму військ СС та отримали військові книжки. В січні 1944 року колишню назву «Легіон Святого Георгія» змінили на «Британський добровольчий корпус», така назва була більш відповідною для традицій СС. Коштом військовополонених чисельність корпусу планували збільшити до 500 осіб. Командиром корпусу мав стати генерал Паррінгтон (який був взятий у полон на території Греції в 1941 році).
Через деякий час склад англійців був розділений на групи, для того, щоб використовувати їх на фронті. Добровольців розподілили по різних частинах військ СС. Найбільше британців було прийнято в полк військкорів 469 «Курт Егерс», інших добровольців розподілили між 1-ю, 3-ю, 10-ю дивізіями Ваффен СС. 27 британців залишилось у Дрезденських казармах до кінця навчання. В жовтні 1944 року було прийнято рішення передати корпус у під командування 3-го танкового корпусу СС. Після авіаційного нальоту союзників на Дрезден британський корпус перемістили в казарми Ліхтерфельде (Берлін), туди ж прибули британці які повернулися з фронту. Після закінчення навчання в березні 1945 року частина добровольців була передана під командування німецького танкового корпусу СС, а частина до 11-го танково-розвідувального батальйону СС. У рядах цього батальйону добровольчий корпус брав участь в обороні Шенбергу (західний берег Одеру). Коли почався штурм Берліна, більша частина британців почала прориватися до військ союзників. Британці здалися в районі Макленбургу. Добровольці які не змогли прорватися брали участь у боях на вулицях Берліна разом з дивізією СС «Нордланд».
Крім англійців у британському добровольчому корпусі були: 3 канадці, 3 австралійці, 1 новозеландець та 3 північноафриканці.
Після закінчення війни Джона Амері було засуджено до смертної кари. 29 грудня 1945 року Джона Амері було повішено. Ще двоє бійців отримали довічне ув'язнення, один 25 років тюрми, двоє по 15 років і ще двоє по 10 років. Один отримав 7 місяців ув'язнення, а один змушений був заплатити 75 фунтів штрафу. Всі інші були виправдані, або взагалі не потрапили під суд.

## Бойовий шлях
Квітень 1945: Обергруппенфюрер Фелікс Штейнер переконався, що використовувати британський добровольчий корпус на передовій неефективно та передав їх своєму штабному транспортному підрозділу. Там бійці служили як водії вантажівок, та допомагали евакуації мирного населення на захід.
16 квітня 1945: дивізія СС «Нордлан», у складі якої на той час було як мінімум двоє англійців, отримує наказ про оборону Берліна.
Травень 1945: підрозділ припинив своє існування .2 травня здався американським військам у районі Шверина.

## Командування

### Командири
- гауптштурмфюрер СС Ганс Вернер Репке (нім. Hans Werner Roepke) (вересень 1943 — листопад 1944);
- оберштурмфюрер СС Вальтер Кюхлич (нім. Walter Kühlich) (листопад 1944 — квітень 1945);
- гауптштурмфюрер СС Александер Долежалек (нім. Alexander Dolezalek) (квітень 1945);

## Відео
- Freemasonry Secret Handsigns: Britisches Freikorps Waffen SS Pictures [Архівовано 30 вересня 2016 у Wayback Machine.]
- The Brits Who Fought For Hitler 1/6 [Архівовано 5 травня 2014 у Wayback Machine.]
- The Brits Who Fought For Hitler 2/6
- The Brits Who Fought For Hitler 3/6 [Архівовано 11 лютого 2021 у Wayback Machine.]
- The Brits Who Fought For Hitler 4/6 [Архівовано 11 лютого 2021 у Wayback Machine.]
- The Brits Who Fought For Hitler 5/6 [Архівовано 24 вересня 2016 у Wayback Machine.]
- The Brits Who Fought For Hitler 6/6